# Tungstênio
O tungstênio (português brasileiro) ou tungsténio (português europeu) (também conhecido como volfrâmio ou wolfrâmio) é um elemento químico de símbolo W e número atômico 74.
Um metal de cor branco cinza sob condições padrão, quando não combinado (o tungstênio é encontrado na natureza apenas combinado com outros elementos). Foi identificado como um novo elemento em 1781, e isolado pela primeira vez como metal em 1783 pelos irmãos Juan José e Fausto Delhuyar. Os seus minérios mais importantes são a volframita e a scheelita. O elemento livre é notável pela sua robustez, especialmente pelo fato de possuir o mais alto ponto de fusão de todos os metais e o segundo mais alto entre todos os elementos, a seguir ao carbono. Também notável é a sua alta densidade, 19,3 vezes maior do que a da água, comparável às do urânio e ouro, e muito mais alta (cerca de 1,7 vezes) que a do chumbo. O tungstênio com pequenas quantidades de impurezas é frequentemente frágil e duro, tornando-o difícil de trabalhar. Contudo, o tungstênio muito puro é mais dúctil, e pode ser cortado com uma serra de metais.
A forma elementar não combinada é usada sobretudo em aplicações eletrônicas. As muitas ligas de tungstênio têm numerosas aplicações, destacando-se os filamentos de lâmpadas incandescentes, tubos de raios X (como filamento e como alvo), e superligas. A dureza e elevada densidade do tungstênio tornam-no útil em aplicações militares como projéteis penetrantes. Os compostos de tungstênio são geralmente usados industrialmente como catalisadores.
O tungstênio é o único metal da terceira série de transição que se sabe ocorrer em biomoléculas, usadas por algumas espécies de bactérias. É o elemento mais pesado que se sabe ser usado por seres vivos. Porém, o tungstênio interfere com os metabolismos do molibdênio e do cobre, e é algo tóxico para a vida animal.

## História
Os primeiros relatos de que se sabe hoje fazerem referência a ocorrências deste elemento remontam ao século XVI. Nessa altura, os mineiros que extraíam minério de estanho nos Montes Metalíferos relatavam a existência de um mineral que acompanhava o minério de estanho, e que reduzia o rendimento da extração deste metal a partir do minério. Johann Gottlob Lehmann, em 1761, foi o primeiro a fundir cristais puros de volframita em nitrato de sódio. A existência do tungstênio seria proposta, pela primeira vez, em 1779, por Peter Woulfe, o qual após examinar a volframita, concluiu que este mineral continha uma nova substância. Em 1781, Carl Wilhelm Scheele descobriu que um novo ácido, o ácido túngstico, podia ser obtido a partir da scheelita (então chamada tungstenita). Scheele e Torbern Bergman sugeriram que poderia ser possível obter um novo metal por meio da redução deste ácido. Em 1783, Juan José e Fausto Delhuyar descobriram um ácido obtido da volframita que era idêntico ao ácido túngstico. Mais tarde nesse mesmo ano, na Espanha, os irmãos conseguiram isolar o tungstênio por meio da redução do seu ácido com carvão vegetal, sendo-lhes creditada a descoberta deste elemento, publicada em setembro de 1783 na obra Analisis quimico del volfram, y examen de un nuevo metal,que entra en su composicion.
As primeiras aplicações do tungstênio começaram a ser desenvolvidas em meados do século XIX, química (1847) e aços (1855), e no início do século XX, filamentos (1903) e carbetos (1913).
Durante a Segunda Guerra Mundial, o tungstênio teve um papel significativo nos negócios políticos de bastidores. Portugal, como principal produtor europeu do elemento, foi pressionado por ambos os lados, devido às suas jazidas de minério de volframita. A resistência do tungstênio a altas temperaturas e a sua capacidade de aumentar a resistência de ligas metálicas tornavam-no uma matéria-prima importante para a indústria do armamento.

### Etimologia
O termo "tungstênio" tem origem nos termos nórdicos tung sten, significando "pedra pesada", utilizados por Axel Fredrik Cronstedt em 1757 para designar o mineral que hoje se designa scheelita, descoberto na Suécia em 1750. É usado em muitas línguas como nome deste elemento. O termo "volfrâmio" (ou "wolfrâmio"), usado em muitas línguas europeias (sobretudo línguas eslavas e germânicas), deriva do mineral volframita. Este, por seu lado, deriva do alemão "wolf rahm" ("fuligem de lobo", "creme de lobo"), o nome dado ao tungstênio por Johan Gottschalk Wallerius em 1747, e do qual derivou também o símbolo químico do elemento, W. "Wolf rahm" por sua vez deriva de "Lupi spuma", o nome usado por Georg Agricola para este elemento em 1546, traduzido para português como "espuma" ou "creme de lobo" (a etimologia não é certa), e é uma referência às grandes quantidades de estanho perdidas na extração deste metal devido à presença de volframita no minério que continha o estanho.

## Características

### Propriedades físicas
O tungstênio na sua forma impura é um metal de cor branca a cinza, frequentemente frágil e difícil de trabalhar, mas quando puro, pode ser facilmente trabalhado. Pode ser cortado com uma serra de metais, forjado, trefilado, extrudido ou sinterizado. Dentre todos os metais na forma pura, o tungstênio tem o mais alto ponto de fusão (3 422 °C), a menor pressão de vapor e (a temperaturas acima de 1 650 °C) a maior resistência à tração. Apresenta o menor coeficiente de expansão térmica entre todos os metais puros. A pequena expansão térmica e os elevados ponto de fusão e resistência do tungstênio devem-se a ligações covalentes fortes formadas entre os átomos de tungstênio pelos elétrons 5d. A ligação de pequenas quantidades de tungstênio com o aço aumenta muito a resistência deste último.
O tungstênio, quando exposto ao ar, forma na sua superfície um óxido (sempre trióxido de tungstênio, WO3) protetor quando formado entre os 327 e os 400 °C, porém pode ser oxidado em alta temperatura.

### Propriedades químicas
O tungstênio elementar é resistente ao ataque de ácidos, bases e oxigénio.
O estado de oxidação mais comum do tungstênio é +6, porém exibe todos os estados de oxidação desde −2 até +6. A combinação típica do tungstênio é com o oxigênio, formando trióxido de tungstênio amarelo, WO3, solúvel em soluções aquosas alcalinas originando íons tungstato, WO42-.
Os carbetos de tungstênio (W2C e WC) são produzidos ao aquecer tungstênio em pó com carbono. W2C é resistente ao ataque químico, embora reaja fortemente com o cloro para formar hexacloreto de tungstênio (WCl6).
Em solução aquosa, o tungstato dá origem a heteropoliácidos e ânions de polioxometalato sob condições neutras ou ácidas. À medida que o tungstato é submetido à ação do ácido, começa por produzir-se "paratungstato A", um íon solúvel e metaestável, W7O24−6, que com o tempo se converte no ânion menos solúvel "paratungstato B", H2W12O42−10. A acidificação adicional produz o ânion muito solúvel metatungstato, H2W12O40−6, após o que é atingido o equilíbrio. O íon metatungstato existe na forma de um agrupamento simétrico de doze octaedros tungstênio-oxigênio conhecidos como ânion de Keggin. Muitos outros ânions existem como espécies metaestáveis. A inclusão de um átomo diferente, como o fósforo, no lugar dos dois hidrogênios centrais do metatungstato, produz uma ampla variedade de heteropoliácidos, como o ácido fosfotúngstico (H3PW12O40).
O trióxido de tungstênio pode formar compostos de intercalação com os metais alcalinos. Estes compostos são conhecidos como bronzes; um exemplo é o bronze de sódio-tungstênio.

### Isótopos
O tungstênio de ocorrência natural consiste de cinco isótopos cujas meias-vidas são tão longas que podem ser considerados estáveis. Teoricamente, todos eles decaem para isótopos do elemento 72 (háfnio) por emissão alfa, mas tal apenas foi observado para o 180W com uma meia-vida de (1,8 ± 0.2)×1018 anos; em média, isto resulta em cerca de duas emissões alfa do 180W em um grama de tungstênio natural, por ano. Não foi observado o decaimento dos outros isótopos de ocorrência natural, restringindo as suas meias-vidas a:
182W, T1/2 > 8,3×1018 anos
183W, T1/2 > 29×1018 anos
184W, T1/2 > 13×1018 anos
186W, T1/2 > 27×1018 anos
Foram caracterizados outros 30 radioisótopos artificiais, dos quais os mais estáveis são 181W com meia-vida de 121,2 dias, 185W com meia-vida de 75,1 dias, 188W com meia-vida de 69,4 dias, 178W com meia-vida de 21,6 dias, e 187W com meia-vida de 23,72 h. Todos os restantes isótopos radioativos têm meias-vidas menores do que 3 horas, e a maioria deles tem meias-vidas abaixo dos 8 minutos. O tungstênio tem também 4 meta-estados, sendo o mais estável 179mW (T½ 6,4 minutos).

### Ação biológica
O tungstênio, com número atômico 74, é o mais pesado elemento químico que se sabe ser biologicamente funcional, seguido pelo iodo (Z = 53). Embora não o seja nos eucariotas, o tungstênio é usado por algumas bactérias. Por exemplo, enzimas chamadas oxirredutases usam o tungstênio de modo similar ao molibdênio ao usarem-no num complexo tungstênio-pterina com molibdopterina (a molibdopterina, apesar do nome, não contém molibdênio, mas pode formar complexos tanto com o molibdênio como com o tungstênio usados pelos seres vivos). As enzimas utilizadoras do tungstênio tipicamente reduzem ácidos carboxílicos a aldeídos. Contudo, as oxirredutases de tungstênio podem também catalisar oxidações. A primeira enzima que se descobriu requerer tungstênio requer também selênio, e neste caso o par tungstênio-selênio pode funcionar de modo análogo ao par molibdênio-enxofre de algumas enzimas que requerem cofator de molibdênio. Sabe-se que uma das enzimas da família das oxirredutases que por vezes usa o tungstênio (a formato desidrogenase H bacteriana) usa uma versão selênio-molibdênio da molibdopterina. Embora se saiba que uma xantina desidrogenase bacteriana contendo tungstênio pode conter tungstênio-molibdopterina, bem como selênio não ligado a proteína, não foi ainda descrito de modo definitivo um complexo tungstênio-selênio.

#### Outros efeitos bioquímicos
No solo, o tungstênio metálico oxida produzindo-se o ânion tungstato. Pode ser importado de modo seletivo ou não seletivo por alguns organismos procariotas e poderá substituir o molibdato em certas enzimas. O seu efeito sobre a ação destas enzimas é em alguns casos inibitório e em outros positivo. Pensa-se que uma enzima portadora de tungstato nos eucariotas seria inerte. A química do solo determina como o tungstênio é polimerizado; solos alcalinos causam tungstatos monomêricos; solos ácidos causam tungstatos poliméricos.
O tungstato de sódio e o chumbo foram estudados pelo seu efeito sobre as minhocas. Descobriu-se que o chumbo era letal em doses baixas e que o tungstato de sódio era muito menos tóxico, mas o tungstato inibia completamente a sua capacidade reprodutiva.
O tungstênio foi estudado como antagonista metabólico do cobre biológico, num papel similar à ação do molibdênio. Descobriu-se que os tetratiotungstatos podem ser usados como compostos de quelação do cobre biológico, de modo similar aos tetratiomolibdatos.

## Aplicações

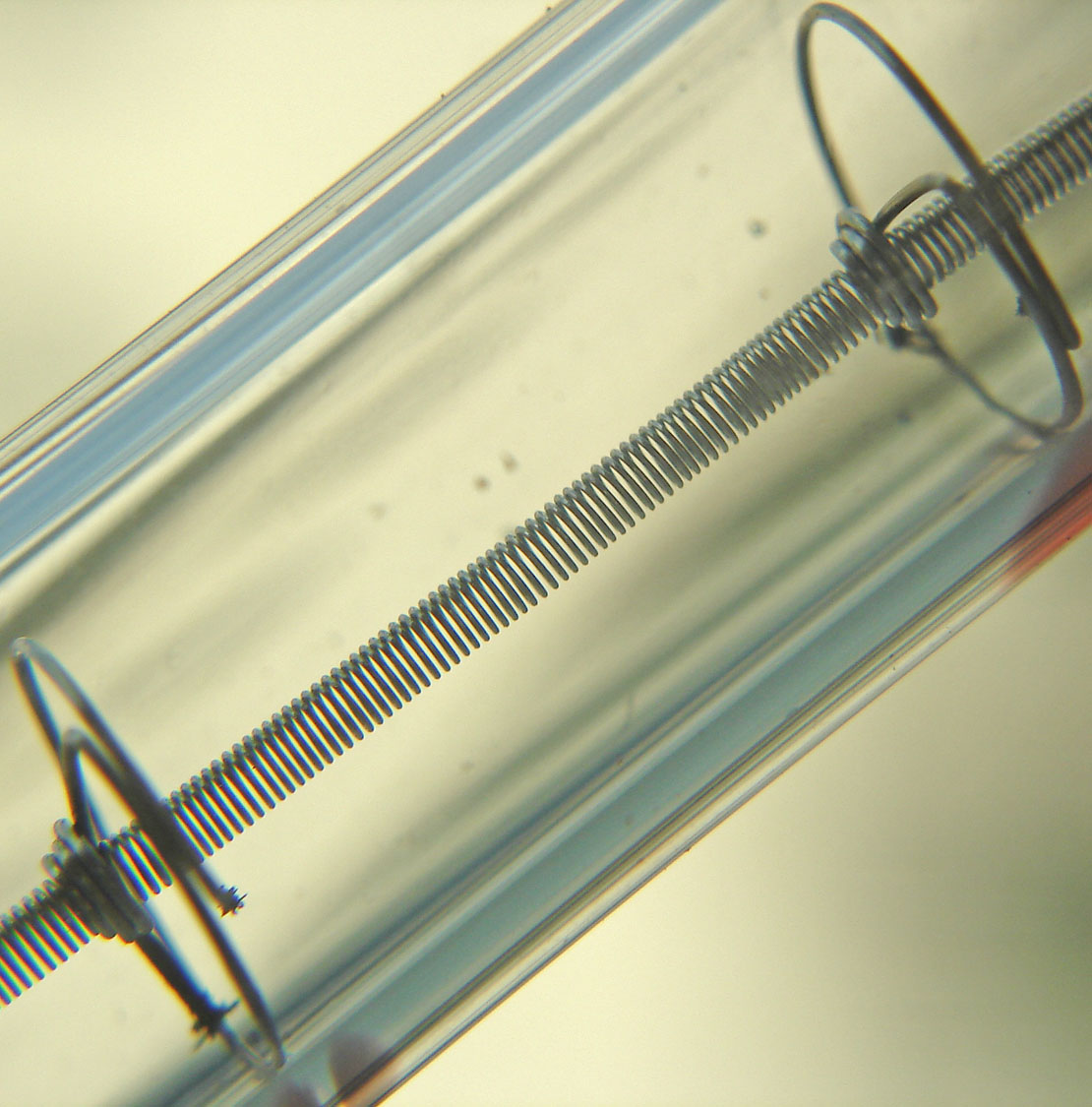
Grande plano de um filamento de tungstênio numa lâmpada de halogêneo.

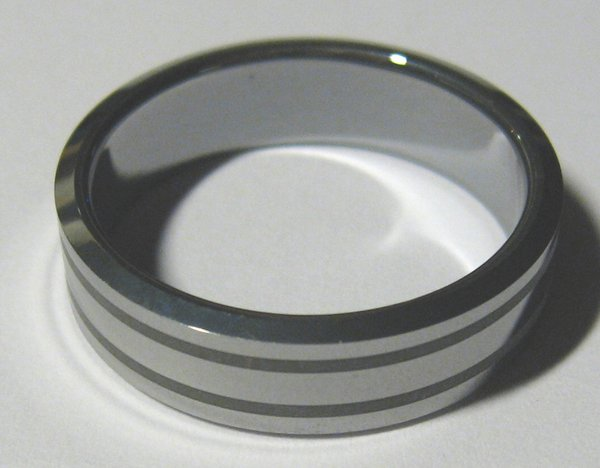
Anel de carbeto de tungstênio (joalheria).

Aproximadamente metade do tungstênio é consumido para a produção de materiais duros (carbeto de tungstênio), sendo a outra aplicação importante o seu uso em ligas e aços. Menos de 10% é usado na produção de compostos químicos.

### Materiais duros
O tungstênio é usado sobretudo na produção de materiais duros baseados no carbeto de tungstênio (WC), um dos carbetos mais duros, com um ponto de fusão de 2 777 °C. WC é um bom condutor elétrico, mas W2C não tanto. WC é usado na fabricação de abrasivos resistentes ao desgaste, ferramentas de corte e lâminas de perfuradoras, serras circulares, e ferramentas de fresadoras e tornos mecânicos usadas nas indústrias de metal-mecânica, transformação de madeira, mineração, petróleo e construção e representa cerca de 60% do consumo atual de tungstênio.
A indústria de joalheria fabrica anéis de carbeto de tungstênio sinterizado, compósitos de carbeto/metal de tungstênio, e também de tungstênio metálico. Por vezes os fabricantes e retalhistas referem-se ao carbeto de tungstênio como um metal, mas trata-se realmente de um material cerâmico. Por causa da dureza do carbeto de tungstênio, os anéis feitos deste material são extremamente resistentes à abrasão, e mantêm um acabamento brilhante por muito mais tempo que os anéis feitos com tungstênio metálico. Contudo, os anéis de carbeto de tungstênio são frágeis, e podem fissurar com um impacto forte.

### Ligas
A dureza e densidade do tungstênio são utilizadas para obtenção de ligas de metais pesados. Um bom exemplo é o aço rápido, que pode conter até 18% de tungstênio. O ponto de fusão do tungstênio torna-o um bom material para aplicações como bocal do motor de foguetes Superligas contendo tungstênio, como Hastelloy e Estelite, são usadas nas lâminas de turbinas e em peças e revestimentos resistentes ao desgaste.

### Armamento
O tungstênio, geralmente em liga com níquel e ferro ou cobalto para formar ligas pesadas, é usado em penetradores por energia cinética como alternativa ao urânio empobrecido, em aplicações nas quais as propriedades pirofóricas do urânio não são requeridas (por exemplo em munições de armas ligeiras concebidas para penetrarem proteções pessoais). De igual modo, as ligas de tungstênio têm sido também utilizadas em obuses de artilharia, granadas e mísseis, para criar estilhaços supersônicos. O tungstênio também tem sido usado em explosivos de metal inerte denso, na forma de pó denso para reduzir danos colaterais ao mesmo tempo que aumenta a letalidade dos explosivos num raio pequeno.

### Aplicações químicas
O sulfeto de tungstênio (IV) é um lubrificante de alta temperatura e é um componente dos catalisadores de hidrodessulfurização. MoS2 é mais vulgarmente usado em tais aplicações.
Os óxidos de tungstênio são usados em esmaltes cerâmicos e os tungstatos de cálcio/magnésio são largamente usados em lâmpadas fluorescentes. Cristais de tungstatos são usados como cintiladores em física nuclear e medicina nuclear. Outros sais de tungstênio são usados nas indústrias química e de curtumes.
A incorporação de tungsténio aumenta as propriedades catalíticas dos catalisadores de óxidos mistos do tipo Mo5O14 para a oxidação do propileno em ácido acrílico. O ácido fosfotúngstico suportado pode ser usado como catalisador.

### Outros usos
Aplicações que requerem a sua alta densidade incluem dissipadores de calor, pesos, contrapesos, lastros de quilha para iates, lastros de cauda para aviões comerciais, e lastros em carros de corrida da NASCAR e Fórmula 1. É um material ideal para uso em maços para rebitagem, onde a massa necessária para obter bons resultados pode ser conseguida com uma barra compacta. Ligas de alta densidade de tungstênio com níquel, cobre ou ferro são usadas em dardos de alta qualidade (para permitir um menor diâmetro e logo agrupamentos mais apertados) ou em iscas artificiais (contas de tungstênio permitem que a mosca se afunde rapidamente). Alguns tipos de cordas de instrumentos musicais são enroladas com fios de tungstênio.
A sua densidade, semelhante à do ouro, permite que o tungstênio seja usado em joalheria como uma alternativa ao ouro ou à platina. O tungstênio metálico é mais duro que as ligas de ouro (embora não tão duro como o carbeto de tungstênio), e é hipoalergênico, o que o torna útil para a fabricação de anéis resistentes aos riscos, especialmente em desenhos com acabamento escovado.

#### Eletrônica
Dado que retém a sua resistência a altas temperaturas e tem alto ponto de fusão, o tungstênio elementar é usado em muitas aplicações de alta temperatura, como filamentos de lâmpadas, tubos de raios catódicos e válvulas termiônicas, resistências de aquecimento, e tubeiras de foguetes. O seu alto ponto de fusão torna o tungstênio também apropriado para usos aeroespaciais e a altas temperaturas como aplicações em soldagem, notavelmente na soldagem TIG (também chamada de soldagem de tungstênio gás inerte).
Devido a suas propriedades condutoras e relativa inércia química, o tungstênio é usado em elétrodos, e nas extremidades emissoras de instrumentos de feixe de elétrons que usam canhões de emissão de campo tais como microscópios eletrônicos. Em eletrônica, o tungstênio é usado como material de interligação em circuitos integrados, entre o material dielétrico dióxido de silício e os transístores. É usado em películas metálicas, que substituem a cablagem usada na eletrônica convencional por um revestimento de tungstênio (ou molibdênio) sobre silício.
A estrutura eletrônica do tungstênio torna-o um dos principais materiais usados em alvos de raios X, e também para blindagem de radiações de alta energia (como na indústria radiofarmacêutica para conter amostras radioativas de fluorodesoxiglicose. O pó de tungstênio é usado como material de enchimento em plásticos compósitos, que são usados como substitutos não tóxicos do chumbo em balas, e escudos antirradiação. Dado que a expansão térmica deste elemento é semelhante à do vidro borossilicato, é usado na fabricação de vedantes de juntas vidro-metal.
A temperatura de transição para a supercondutividade do tungstênio puro, é menor do que 0,01 K, contudo, várias ligas de tungstênio têm temperaturas de transição de até alguns K e são por vezes utilizadas em circuitos supercondutores de baixa temperatura.

## Ocorrência e produção
O tungstênio é encontrado nos minerais volframita (tungstato de ferro-manganês, FeWO4/MnWO4), scheelita (tungstato de cálcio, CaWO4), ferberita, stolzita e hubnerita. Importantes depósitos destes minerais situam-se na Bolívia, na Califórnia e Colorado (Estados Unidos), na China, na Áustria, em Portugal (Mina da Panasqueira), na Rússia e na Coreia do Sul (com a China produzindo aproximadamente 75% da demanda mundial).
| País           | Produção em 2008 | Reservas em 2008 |
| -------------- | ---------------- | ---------------- |
| China          | 50 000           | 1 800 000        |
| Rússia         | 3 000            | 250 000          |
| Canadá         | 2 277            | 110 000          |
| Bolívia        | 1 148            | 53 000           |
| Áustria        | 1 122            | 10 000           |
| Portugal       | 900              | 4 200            |
| Estados Unidos | n.d.             | 140 000          |
| Resto do mundo | 3 753            | 400 000          |
| Totais         | 62 200           | 2 800 000        |

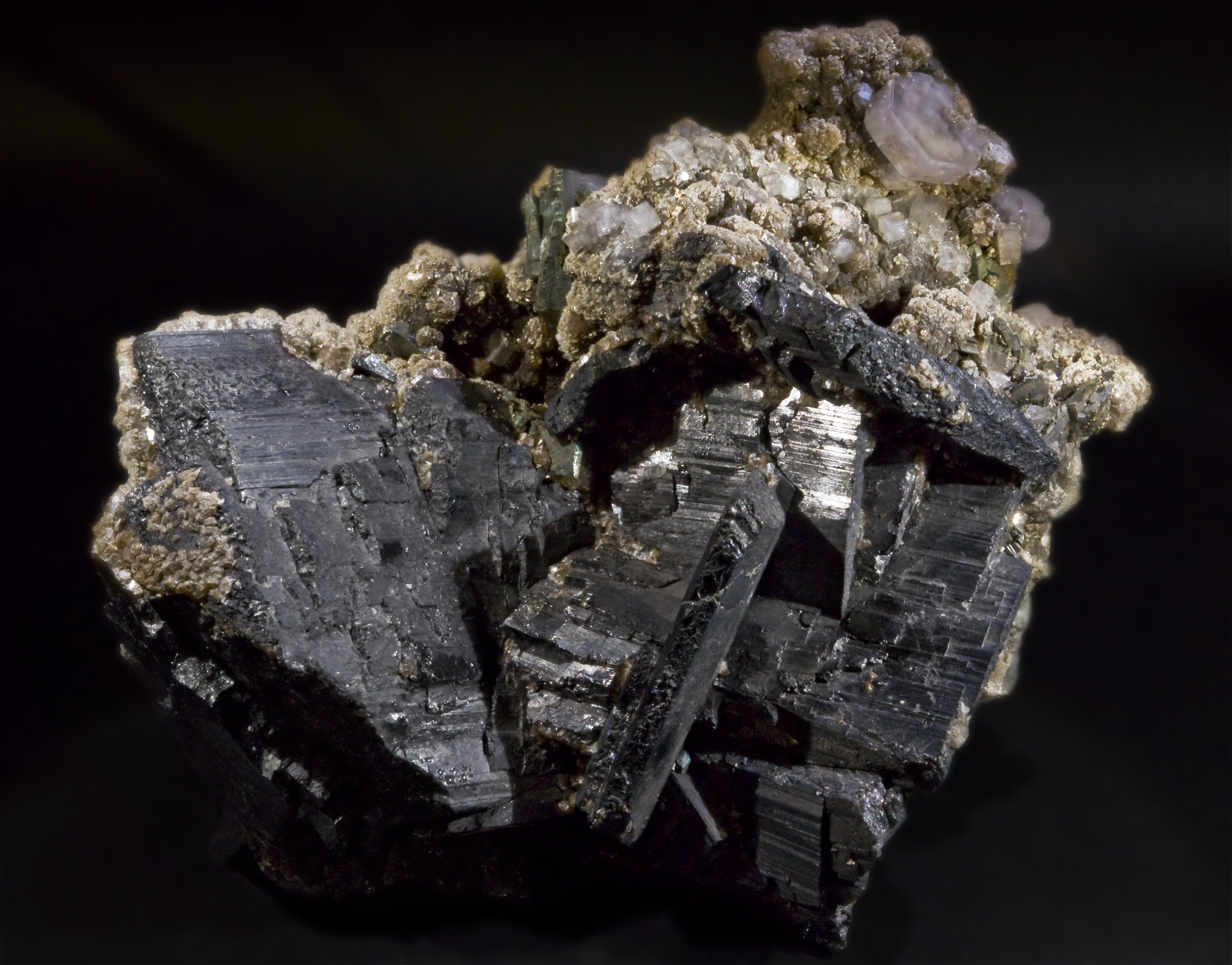
Volframita (Mina da Panasqueira, Portugal).

Em 2008, produziram-se aproximadamente 62 200 toneladas de concentrados de tungstênio. O tungstênio é extraído dos seus minérios em várias etapas. O minério acaba por ser convertido em óxido de tungstênio (IV) (WO3), o qual é aquecido com hidrogênio ou carbono para produzir pó de tungstênio. Por causa do elevado ponto de fusão do tungstênio, não é comercialmente viável moldar lingotes de tungstênio. Em vez disso, o tungstênio em pó é misturado com pequenas quantidades de níquel ou outro metal pulverizado, e sinterizado. Durante o processo de sinterização, o níquel difunde-se no tungstênio produzindo uma liga.
O tungstênio também pode ser extraído pela redução com hidrogênio do hexafluoreto de tungstênio (WF6):
WF6 + 3 H2 → W + 6 HF
ou decomposição pirolítica:
WF6 → W + 3 F2 (ΔHr = +)
O tungstênio não é negociado por contratos de futuros e não pode ser seguido nas bolsas como a London Metal Exchange. O preço do metal puro era cerca de 20 075 dólares por tonelada em outubro de 2008.

## Precauções
Dado que o tungstênio é raro e os seus compostos geralmente inertes, os efeitos do tungstênio sobre o ambiente são limitados. A dose letal mediana LD50 depende fortemente do animal e do método de administração e varia de 59 mg/kg (intravenosa, coelho) a 5 000 mg/kg (pó de tungstênio metálico, intraperitoneal, ratos).

## Pedido de patente
O tungstênio é único entre os elementos por ter sido objeto de procedimentos legais. Em 1928, um tribunal dos Estados Unidos rejeitou a tentativa da General Electric para patenteá-lo, revogando a patente dos Estados Unidos nº #1 082 933 concedida em 1913 a William D. Coolidge.
- Texto inicialmente baseado na tradução dos artigos «Tungsten» na Wikipédia em inglês e «Wolframio» na Wikipédia em castelhano.